# Platja de La Isla (Perlora)
La Platja de La Isla, és com es coneix popularment la cala de la Entrellusa, que es troba a l'abric de l'anomenat illot de Entrellusa, que se situa a la Ciutat Residencial Perlora, en la parròquia de Perlora i que és considerat com un dels referents històrics més importants del passat balener d'aquesta zona asturiana. De fet, la més antiga documentació sobre la caça de la balena en les costes asturianes fa referència a aquest lloc.

## Història
Segons apareix en els esmentats documents, per l'any 1232, els propietaris de l'illa, que eren l'abat i el Convent de Santa María de Arbas, en Arbas del Puert, León; la van arrendar a Fernan del Monte i Juan Beringuel, els quals eren veïns d'Avilés, i el pagament es feia a més d'en diners, en part dels seus aprofitaments balleneros:
| « | …con sus Essidas e con suas entradas e con suas derecturas qe nos den de quantas balenas mataren, qe a terra vengan tantos veinte maravedís de cada balena e suas costunres, e se por ventura tal balena mataren qe no valga esos maravedís, da lo tercio de la balena: e de la balena qe ayen e na mar muerta dale el quarto dela: e sé l'Abad quisiere enante treinta maravedís, qe los XX maravedís de cada balena dayelos a este primero en truecho qe ven con suas costunres de cada balena. | » |
| — | |   |

Pacual Madoz, a mitjan segle xix, en el seu Diccionari també fa referència a la zona:
| «               | Puerto muy reducido..., situado al este de la punta de Socampo, su entrada está abrigada por una isla, pero solo lo usan los pescadores de sardina, con pequeñas barcas por no poder entrar de otra clase: se notan señales de haber tenido población, más hoy se halla desamparado: aún se conservan restos de obras, por cuyo medio parece que se sobordaban las lanchas de pesca para asegurarlas en tierra de los embates del mar y fuerza de los vientos. | » |
| — Pascual Madoz | |   |

Malgrat que en l'actualitat no pot dir-se que existeixin restes visibles del passat balener, sí que es van descobrir restes òssies de cetacis durant la construcció del complex residencial de la coneguda com a Ciutat Residencial de Perlora.

## Descripció
Es tracta d'una petita platja, gairebé més aviat una petita cala, en forma de petxina, d'uns 15 metres de longitud i 5 metres d'amplària mitjana, ja que aquesta varia molt segons les marees. El seu entorn és residencial i presenta un grau d'ocupació baix. No disposa de cap servei, però la trobar-se contigua a la Platja de Carranques pot utilitzar-se els serveis que aquesta presenta. El bany ha de realitzar-se amb cura, ja que en el fons marí presenta afloraments rocosos.